# Max Lehner (Politiker, 1906)

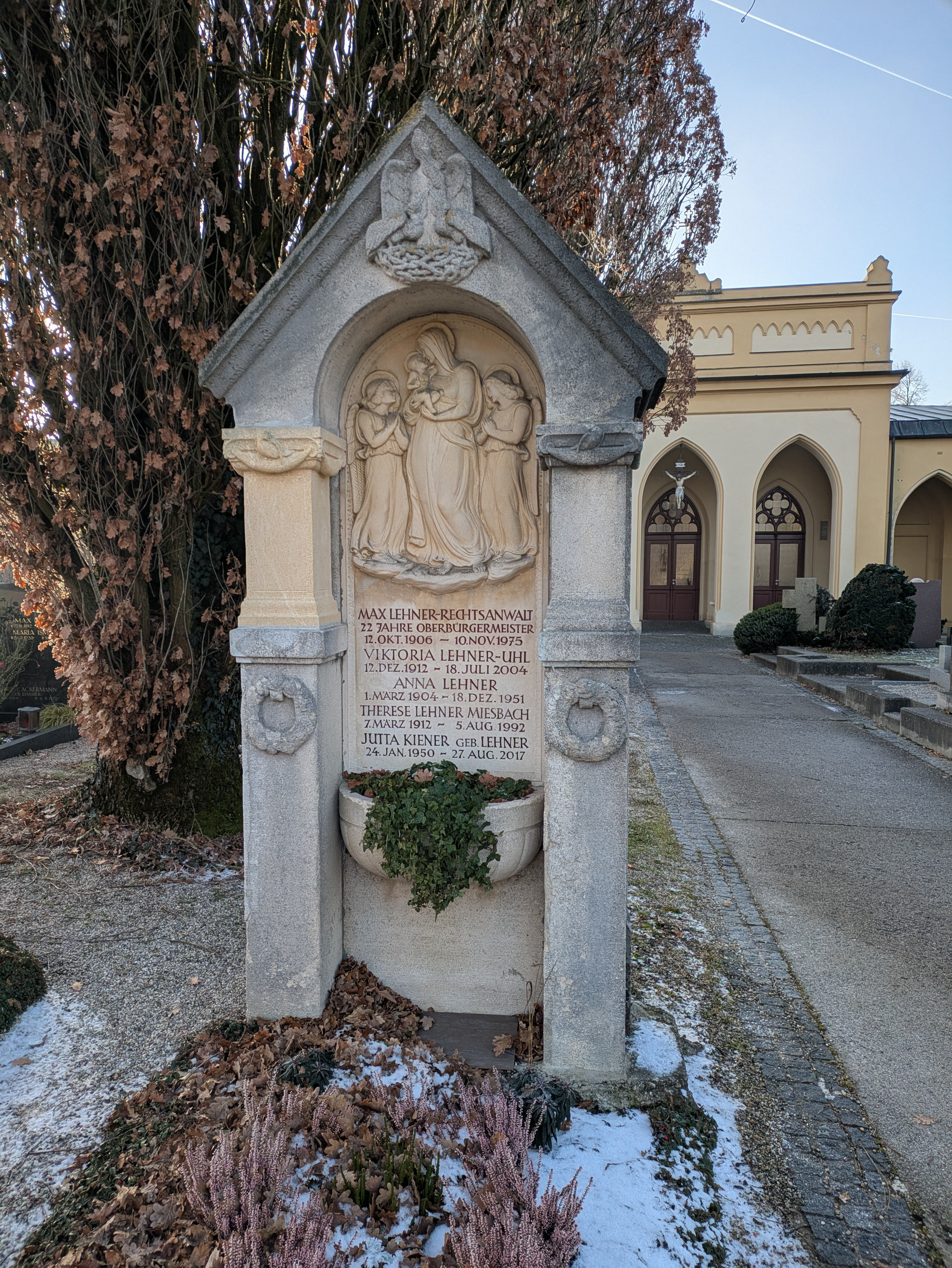
Grab von Max Lehner auf dem Friedhof St. Georg in Freising

Max Lehner (* 12. Oktober 1906 in Freising; † 10. November 1975 ebenda) war ein deutscher Rechtsanwalt und Oberbürgermeister der Großen Kreisstadt Freising in Bayern.

## Leben
Max Lehner wurde 1906 in Freising geboren, besuchte hier das Dom-Gymnasium und absolvierte ein Studium der Rechtswissenschaften. 1932 eröffnete er in Freising eine eigene Kanzlei. Lehner war Opfer der Verfolgungen in der Reichspogromnacht. Obwohl er selbst kein Jude war und auch nie als Gegner der NSDAP auftrat, wurde er verprügelt und mit einem Schild mit der Aufschrift "Juda verrecke" durch die Stadt getrieben. Man warf ihm vor, judenhörig zu sein, da er Juden vor Gericht vertrat. Seine Anwaltslizenz wurde eingezogen. Lehner ging zuerst nach Sachsen und im Jahr 1940 nach Frankreich, wo er bis Ende des Zweiten Weltkrieges blieb. Nach seiner Rückkehr nach Freising wurde er wieder als Anwalt tätig. Von 1948 bis 1970 war er Oberbürgermeister von Freising. Zu seinen Leistungen zählt der Wiederaufbau der Stadt. 1959 betrieb Lehner auch die Gründung der „Freisinger Stadtwerke“. 1970 legte der parteifreie Max Lehner sein Amt als Oberbürgermeister nieder. 1975 starb er in Freising. In der Nähe des Freisinger Bahnhofes wurde eine Straße nach ihm benannt.

## Auszeichnungen
- 1957: Ehrenbürger der Technischen Hochschule München[1]